# Pseudolaureola hystrix
Pseudolaureola hystrix är en kräftdjursart som först beskrevs av Barnard 1958.  Pseudolaureola hystrix ingår i släktet Pseudolaureola och familjen Armadillidae. Inga underarter finns listade i Catalogue of Life.